# Church of our Lady, Star of the Sea

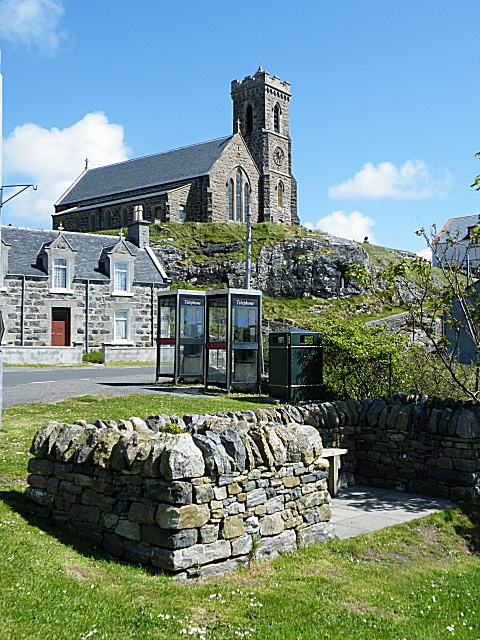
Church of our Lady Star of the Sea

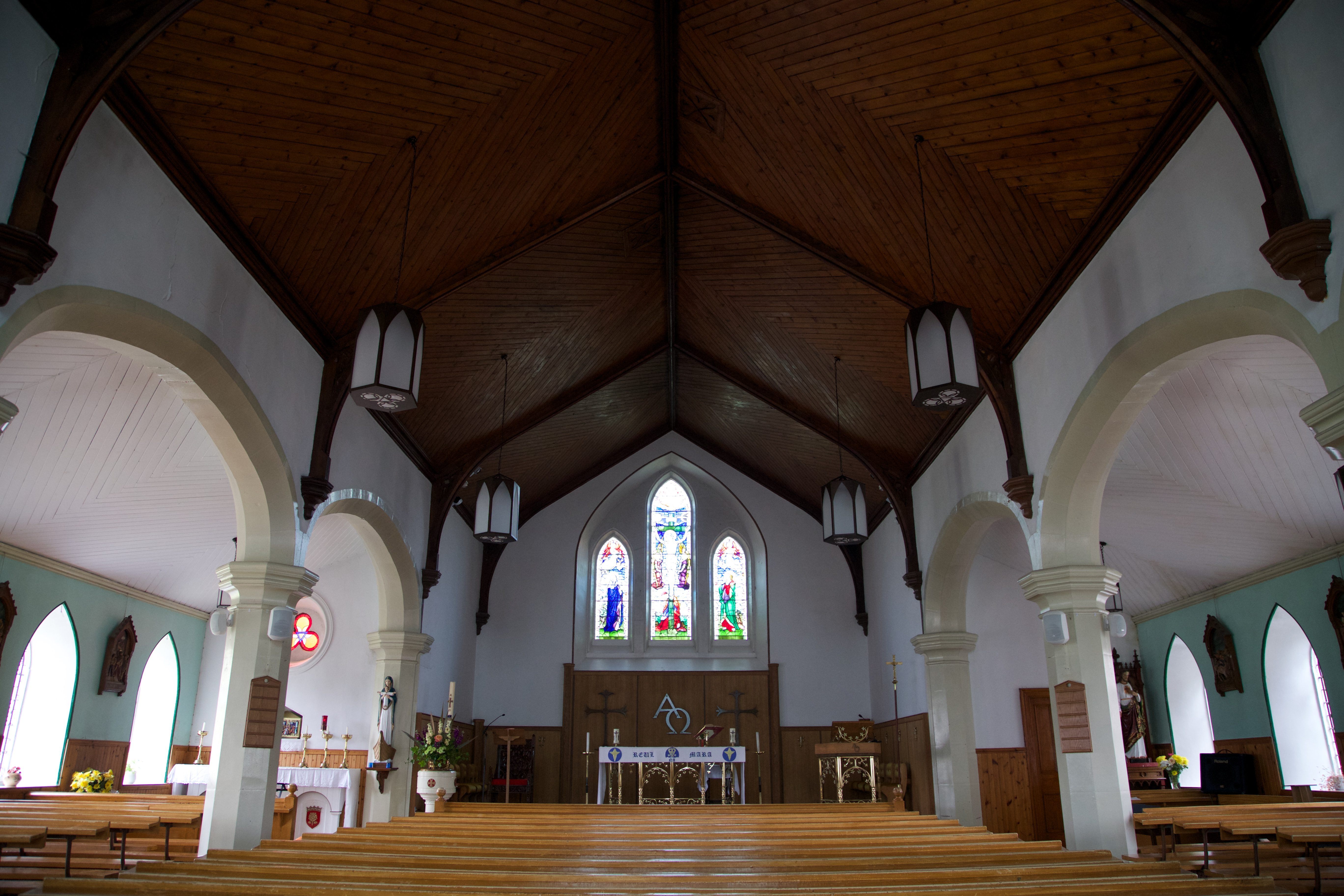
Blick über den Innenraum

Die Church of our Lady Star of the Sea ist ein römisch-katholisches Kirchengebäude in der Stadt Castlebay auf der schottischen Hebrideninsel Barra. 1980 wurde das Gebäude in die schottischen Denkmallisten in der Kategorie B aufgenommen. Die Kirche ist heute noch als solche in Benutzung.

## Geschichte
Im Jahre 1805 wurde eine dem Heiligen Brendan geweihte Kapelle in einer kleinen Streusiedlung nahe der Westküste Barras errichtet. Zu dieser Zeit handelte es sich dabei um die einzige römisch-katholische Kirche auf Barra. Bereits zu Beginn des 19. Jahrhunderts erwies sich das Gebäude jedoch als zu klein für die Kirchengemeinde. 1858 wurde nahe der alten Kapelle die bis heute genutzte St Brendan’s Church fertiggestellt. Erst mit dem Bau der Church of our Lady, Star of the Sea entstand im Jahre 1888 ein zweites römisch-katholisches Kirchengebäude auf der Insel. Später wurden noch die St Barr’s Church an der Ostküste und schließlich 1963 die St Vincent de Paul Church in Eoligarry errichtet.
Mit dem Aufstieg Castlebays zu einem bedeutenden Hafen für die Heringsfischerei und dem resultierenden Bevölkerungszuwachs wurde die Brendanskirche zu klein für die Kirchengemeinde. Da die Bevölkerung Barras zu dieser Zeit verhältnismäßig arm war, fiel es jedoch schwer die finanziellen Mittel für den Neubau einer Kirche zu sammeln. In seinem Testament hinterließ der Kaufmann Neil MacNeil von der Nachbarinsel Berneray die Summe von 600 £ zum Ankauf eines geeigneten Grundstücks. Nachdem in der Folge mehrere Spenden eingingen, wurde mit dem Bau der Kirche in Castlebay begonnen. Der Entwurf stammte von dem Architekten G. Woulfe Brennan aus Oban. Das Kirchengebäude wurde mit einer Messe am Heiligen Abend 1888 eröffnet. Erster Geistlicher war James Chisholm, der zuvor der Brendanskirche leitete und den Bau in Castlebay vorantrieb. Nachdem ausreichende Spenden aus der Bevölkerung eingegangen waren, wurde der Glockenturm 1891 mit Glocke und Uhr ausgestattet. Im folgenden Jahr wurde zuletzt mit dem Bau des zugehörigen Pfarrhauses begonnen.

## Beschreibung
Die im neogotischen Stil erbaute Kirche liegt auf einer leichten Anhöhe oberhalb der Küstenlinie. Der Glockenturm nimmt die Südostecke des länglichen Kirchenschiffs ein. Wie auch das restliche Bauwerk besteht der vierstöckige, sich verjüngende Turm aus behauenem Bruchstein mit Zierbändern aus Quaderstein. Über den Turm sind mehrere Spitzbogenfenster verteilt und Kirchturmuhren an drei Seiten verbaut. Der Turm schließt mit einer zinnenähnlichen Brüstung und einem Pyramidendach. Die Giebelseite links des Turms nimmt ein Lanzett-Drillingsfenster ein. Entlang der Längsseiten sind ebenfalls Spitzbogenfenster verbaut. Das Gebäude schließt mit einem Satteldach ab.